# سامر واکر
سامر مرجانی واکر (به انگلیسی: Summer Marjani Walker؛ زادهٔ ۱۱ آوریل ۱۹۹۶) خواننده-ترانه‌پرداز آمریکایی آراندبی است. وی در سال ۲۰۱۷ با اینترسکوپ رکوردز قرارداد امضا کرد.
نخستین آلبوم استودیویی وی تحت عنوان دیگه برام مهم نیست (۲۰۱۹) با تحسین جهانی منتقدان موسیقی مواجه شد، و در رتبه دوم جدول بیلبورد ۲۰۰ قرار گرفت و رکورد بزرگ‌ترین هفته پخش جریانی برای یک هنرمند زن آراندبی را شکست. و توسط انجمن صنعت ضبط آمریکا گواهی پلاتین دریافت کرد.

## اوایل زندگی
واکر در آتلانتا، جورجیا به دنیا آمد. از سال ۲۰۱۶ تا ۲۰۱۸، او یک کسب و کار کوچک نظافتی داشت و همچنین یک رقصنده عجیب و غریب در آتلانتا بود قبل از اینکه با تماشای آموزش‌هایی در یوتیوب یاد بگیرد که چگونه گیتار بزند. بلافاصله پس از آن، او شروع به اجرای کاور کرد و ویدیوهای مختلفی از خود را در پلتفرم‌های مختلف پست کرد.
واکر هنگام آموزش گیتار از طریق آموزش‌های یوتیوب، به عنوان یک رقصنده در یک استریپ کلاب آتلانتا کار می‌کرد. او در مصاحبه‌ای با فیس اظهار داشت که این تجربه «به او کمک می‌کند تا از پوسته خود بیرون بیاید» و «تجربه‌ای سرگرم‌کننده» است.

## زندگی شخصی
واکر از سال ۲۰۱۹ بیش از ۲۴ خالکوبی دارد. که شامل خالکوبی‌های صورت نیز می‌شوند.
در نوامبر ۲۰۲۰ واکر اعلام کرد که در انتظار اولین فرزندش با دوست پسرش لندن در دا تراک است. دخترش در ۲۲ مارس ۲۰۲۱ به دنیا آمد. ماه‌ها بعد، این زوج به رابطه خود پایان دادند. در ۲۵ ژوئن ۲۰۲۲، واکر در لایو اینستاگرام اعلام کرد که در انتظار فرزند دومش از رپر دوست پسرش لری آکا لورد فرعون است. او در ۳۰ دسامبر ۲۰۲۲ دوقلو به دنیا آورد

## ترانه‌شناسی
آلبوم‌های استودیویی
- دیگه برام مهم نیست (۲۰۱۹)
- هنوزم برام مهم نیست (۲۰۲۱)

میکس‌تیپ‌ها و ئی‌پی‌ها
- آخرین روز تابستان (۲۰۱۸)
- شفاف (۲۰۱۹)
- زندگی روی زمین (۲۰۲۰)
- شفاف ۲: زندگی بدون دردسر (۲۰۲۳)

## تورها
- اولین و آخرین تور (۲۰۱۹)[۲۱]
- سریال سامر واکر (۲۰۲۲)[۲۲]

## جوایز و نامزدها
| Award                      | Year | نامزدی(ها)                                  | دسته‌بندی                                    | نتیجه           | منبع          |
| -------------------------- | ---- | ------------------------------------------- | ------------------------------------------- | --------------- | ------------- |
| جوایز موسیقی آمریکا        | ۲۰۲۰ | خودش                                        | هنرمند زن محبوب سول/آراندبی                 | نامزدشده        | [ ۲۳ ]        |
| جوایز موسیقی آمریکا        | ۲۰۲۰ | «ادا درآوردن»                               | ترانهٔ برگزیده آراندبی/سول                   | نامزدشده        | [ ۲۳ ]        |
| جوایز موسیقی آمریکا        | ۲۰۲۰ | دیگه برام مهم نیست                          | ترانهٔ برگزیده آراندبی/سول                   | نامزدشده        | [ ۲۳ ]        |
| جوایز موسیقی آمریکا        | ۲۰۲۲ | خودش                                        | هنرمند زن محبوب سول/آراندبی                 | نامزدشده        | [ ۲۴ ]        |
| جوایز موسیقی آمریکا        | ۲۰۲۲ | هنوزم برام مهم نیست                         | آلبوم برگزیده آراندبی                       | نامزدشده        | [ ۲۴ ]        |
| جوایز بت                   | ۲۰۲۰ | خودش                                        | بهترین هنرمند نو                            | نامزدشده        | [ ۲۵ ]        |
| جوایز بت                   | ۲۰۲۰ | خودش                                        | بهترین هنرمند زن آراندبی/پاپ                | نامزدشده        | [ ۲۵ ]        |
| جوایز بت                   | ۲۰۲۱ | خودش                                        | بهترین هنرمند زن آراندبی/پاپ                | نامزدشده        | [ ۲۶ ]        |
| جوایز بت                   | ۲۰۲۲ | خودش                                        | بهترین هنرمند زن آراندبی/پاپ                | نامزدشده        | [ ۲۷ ]        |
| جوایز بت                   | ۲۰۲۲ | «بی‌وفا»                                     | جوایز بت هر                                 | نامزدشده        | [ ۲۷ ]        |
| جوایز موسیقی بیلبورد       | ۲۰۲۰ | خودش                                        | هنرمند آراندبی برتر                         | نامزدشده        | [ ۲۸ ]        |
| جوایز موسیقی بیلبورد       | ۲۰۲۰ | خودش                                        | هنرمند زن آراندبی برتر                      | الگو:WON        | [ ۲۸ ]        |
| جوایز موسیقی بیلبورد       | ۲۰۲۰ | دیگه برام مهم نیست                          | آلبوم آراندبی برتر                          | نامزدشده        | [ ۲۸ ]        |
| جوایز موسیقی بیلبورد       | ۲۰۲۲ | خودش                                        | هنرمند آراندبی برتر                         | نامزدشده        | [ ۲۹ ]        |
| جوایز موسیقی بیلبورد       | ۲۰۲۲ | خودش                                        | هنرمند زن آراندبی برتر                      | نامزدشده        | [ ۲۹ ]        |
| جوایز موسیقی بیلبورد       | ۲۰۲۲ | هنوزم برام مهم نیست                         | آلبوم آراندبی برتر                          | نامزدشده        | [ ۲۹ ]        |
| زنان در موسیقی بیلبورد     | ۲۰۲۲ | خودش                                        | جایزهٔ جدول‌شکن                               | برنده           | [ ۳۰ ]        |
| جوایز گرمی                 | ۲۰۲۳ | آقای مورال و استپرهای بزرگ                  | آلبوم سال (به‌عنوان هنرمند همکار و ترانه‌سرا) | نامزدشده        |               |
| جوایز گرمی                 | ۲۰۲۴ | شفاف ۲: زندگی بدون دردسر                    | بهترین آلبوم آراندبی                        | نامزدشده        |               |
| جوایز موسیقی آی‌هارت‌رادیو   | ۲۰۲۰ | خودش                                        | بهترین هنرمند جدید آراندبی                  | برنده           | [ ۳۲ ]        |
| جوایز موسیقی آی‌هارت‌رادیو   | ۲۰۲۰ | خودش                                        | هنرمند آراندبی سال                          | نامزدشده        | [ ۳۲ ]        |
| جوایز موسیقی آی‌هارت‌رادیو   | ۲۰۲۰ | «دختران به محبت نیاز دارند» (با دریک)       | ترانهٔ آراندبی سال                           | نامزدشده        | [ ۳۲ ]        |
| جوایز موسیقی آی‌هارت‌رادیو   | ۲۰۲۱ | خودش                                        | هنرمند آراندبی سال                          | نامزدشده        | [ ۳۴ ]        |
| جوایز موسیقی آی‌هارت‌رادیو   | ۲۰۲۱ | «ادا درآوردن»                               | ترانهٔ آراندبی سال                           | نامزدشده        | [ ۳۴ ]        |
| جوایز موبو                 | ۲۰۲۰ | خودش                                        | بهترین اکت بین‌المللی                        | نامزدشده        |               |
| جوایز موبو                 | ۲۰۲۲ | خودش                                        | بهترین اکت بین‌المللی                        | نامزدشده        | [ ۳۵ ]        |
| جوایز موسیقی ویدئوی ام‌تی‌وی | ۲۰۲۰ | خودش                                        | بهترین هنرمند جدید پرتلاش                   | الگو:Longlisted | [ ۳۶ ] [ ۳۸ ] |
| جوایز موسیقی ویدئوی ام‌تی‌وی | ۲۰۲۰ | «یازده» (با خالید)                          | بهترین آراندبی                              | نامزدشده        | [ ۳۶ ] [ ۳۸ ] |
| جایزه ایمیج                | ۲۰۲۳ | «عشق ممنوع» (با کاردی بی و سیزا)            | دوخوانی، گروه یا همکاری برجسته (سنتی)       | نامزدشده        | [ ۳۹ ]        |
| جایزه ایمیج                | ۲۰۲۴ | شفاف ۲: زندگی بدون دردسر                    | آلبوم برجسته                                | نامزدشده        | [ ۴۰ ]        |
| جایزه ایمیج                | ۲۰۲۴ | «خوب خوب» (با آشر و ۲۱ سویج)                | دوخوانی، گروه یا همکاری برجسته (معاصر)      | نامزدشده        | [ ۴۰ ]        |
| جایزه ایمیج                | ۲۰۲۴ | «خوب خوب» (با آشر و ۲۱ سویج)                | ترانهٔ سول/آراندبی برجسته                    | نامزدشده        | [ ۴۰ ]        |
| جوایز موسیقی سول ترین      | ۲۰۱۹ | خودش                                        | بهترین هنرمند نو                            | برنده           | [ ۴۱ ]        |
| جوایز موسیقی سول ترین      | ۲۰۱۹ | خودش                                        | هنرمند زن آراندبی/سول                       | نامزدشده        | [ ۴۱ ]        |
| جوایز موسیقی سول ترین      | ۲۰۱۹ | «دختران به محبت نیاز دارند (ریمیکس)»        | ترانهٔ سال                                   | نامزدشده        | [ ۴۱ ]        |
| جوایز موسیقی سول ترین      | ۲۰۲۰ | خودش                                        | بهترین هنرمند زن آراندبی/سول                | نامزدشده        | [ ۴۲ ]        |
| جوایز موسیقی سول ترین      | ۲۰۲۰ | "دوام آوردن" (با آشر)                       | ترانهٔ سال                                   | نامزدشده        | [ ۴۲ ]        |
| جوایز موسیقی سول ترین      | ۲۰۲۰ | "دوام آوردن" (با آشر)                       | بهترین همکاری                               | نامزدشده        | [ ۴۲ ]        |
| جوایز موسیقی سول ترین      | ۲۰۲۰ | «ادا درآوردن»                               | جایزهٔ ترانه‌پردازی اشفورد و سیمپسون          | نامزدشده        | [ ۴۲ ]        |
| جوایز موسیقی سول ترین      | ۲۰۲۰ | دیگه برام مهم نیست                          | آلبوم سال                                   | برنده           | [ ۴۲ ]        |
| جوایز موسیقی سول ترین      | ۲۰۲۳ | خودش                                        | بهترین هنرمند زن آراندبی/سول                | نامزدشده        |               |
| جوایز موسیقی سول ترین      | ۲۰۲۳ | «به تابستان، از کول (آدیو هاگ)» (با جی کول) | بهترین همکاری                               | نامزدشده        |               |
| جوایز موسیقی سول ترین      | ۲۰۲۳ | »خوب خوب» (با آشر و ۲۱ سویج)                | بهترین همکاری                               | برنده           |               |
| جوایز موسیقی سول ترین      | ۲۰۲۳ | »خوب خوب» (با آشر و ۲۱ سویج)                | ترانهٔ سال                                   | نامزدشده        |               |
| جوایز موسیقی سول ترین      | ۲۰۲۳ | »خوب خوب» (با آشر و ۲۱ سویج)                | ویدئوی سال                                  | نامزدشده        |               |
| جوایز موسیقی سول ترین      | ۲۰۲۳ | »خوب خوب» (با آشر و ۲۱ سویج)                | جایزهٔ ترانه‌پردازی اشفورد و سیمپسون          | نامزدشده        |               |
| جوایز موسیقی سول ترین      | ۲۰۲۳ | »خوب خوب» (با آشر و ۲۱ سویج)                | بهترین اجرای رقص                            | نامزدشده        |               |
| جوایز موسیقی سول ترین      | ۲۰۲۳ | «چیزهای بهتر» (با سی‌یرا)                    | بهترین اجرای رقص                            | نامزدشده        |               |
| جوایز موسیقی سول ترین      | ۲۰۲۳ | شفاف ۲: زندگی بدون دردسر                    | آلبوم سال                                   | نامزدشده        |               |